# Luigi Borghi
Luigi Borghi (né en 1745 à Bologne et mort en 1806 à Londres) est un violoniste, compositeur et directeur artistique italien.

## Biographie
Élève de Gaetano Pugnani, Luigi Borghi se produit à Londres comme violoniste à partir de 1774, puis comme altiste trois ans plus tard. Toutefois, il semble qu'il ait eu un contact avec la capitale anglaise dès 1772 puisque Felice Giardini alors en poste à l'Opéra italien, le recommande auprès de William Shield. C'est aussi cette même année, que sont publiés à Londres, les 6 soli per violino e basso continuo, son opus 1. En 1783, avec d'autres musiciens, il compose The celebrated opera dances, œuvre à caractère chorégraphique.
Il intègre l'orchestre du King's Theatre pour les saisons 1783/4 et 1784/5 avant de figurer parmi les seconds violons lors de la Handel Commemoration, série de concerts ayant lieu dans la célèbre abbaye de Westminster ainsi qu'au Panthéon en mai et juin 1784. Actif tout aussi bien dans la musique symphonique que dans la musique de chambre, il intègre un ensemble de quatuor à cordes comme second violon dans des concerts professionnels. Musicien de talent, il est admis le 2 juillet 1785 à la célèbre Royal Society of Musicians.
Après un bref passage à Berlin en octobre 1788, il reprend ses activités de violoniste sous la conduite de Wilhelm Cramer à l'Opéra de Londres. Il en devient co-directeur artistique pour la saison 1791. Sous sa direction, entre le 17 février et le 19 juillet sont programmés 55 nuits d'opéras et de ballets. Il se marie en février 1792 avec la soprano Anna Casentini, rencontrée durant cette saison musicale,.

## Œuvres principales

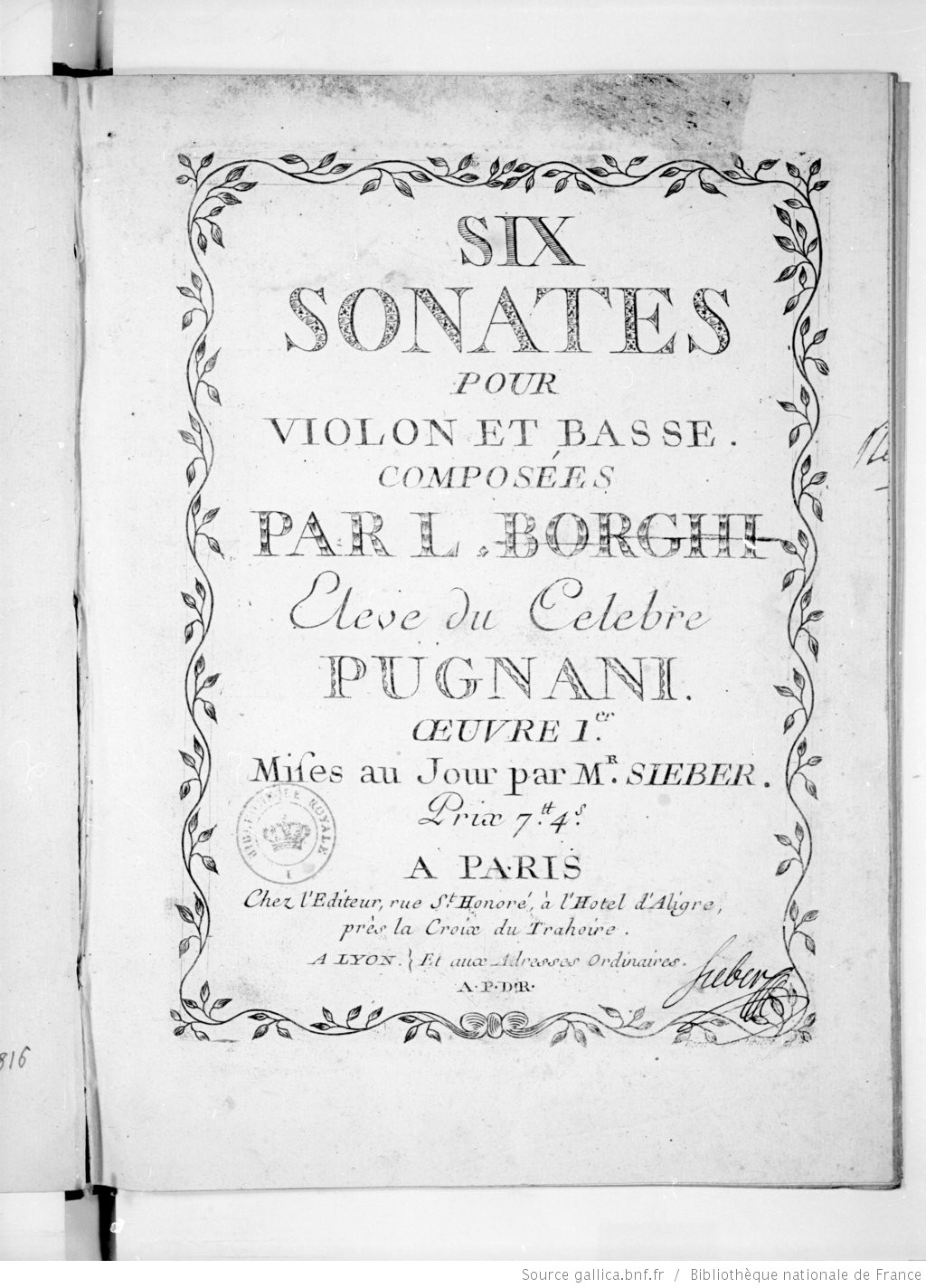
Édition parisienne des Six sonates pour violon et basse de Luigi Borghi (op.1) par Sieber en 1772.

- op. 1, Six Solos, pour violon et b.c. (Londres, 1772)
- op. 2, Six Concertos, pour violon et orchestre (Londres, 1775) [à Berlin comme opp. 2 +3 ], (Paris, en 1785)
- op. 3, Sei Divertimenti, 2 violons (1777) [à Berlin comme op.4]
- op. 4, Six Solos, violon et b.c. (1783) [à Berlin et Paris comme op.5 ] + 6 Trios, 2 violons, b.c. (Paris, en 1785)
- op. 5, Six Duos, violon, violoncelle/alto (Londres, 1786) [à Berlin comme op.6]
- op. 6, Six ouvertures en 4 parties (Londres, 1787)
- op. 7, Douze Divertimentos, pour 1-3 violons et harpe ou Pianoforte (Londres, 1790)
- op. 10, Trois Duos pour 2 violons (Londres, 1790)
- op. 11, 64 cadences pour violon solo (Londres en 1790)
- 6 Duos pour 2 violons (Londres, en 1800)
- Sonate en ré, pour viole d'amour et violon
- 6 Divertimenti pour 2 violons et b.c., de Pugnani, Borghi et alii (1772)
- Musique de ballet : Il ratto delle Sabine, Londres, King’s Theatre, 12 décembre 1782,
- Musique de ballet : Le tuteur trompé, Londres, King’s Theatre, 11 janvier 1783.

## Sources
- The new Grove dictionary of music and musicians, vol. 3. Macmillan, Londres 1994.